# Darwajka
Darwajka ((ukr.) Дарва́йка) – (1501 m n.p.m.) szczyt w południowo-zachodniej części Gorganów, które są częścią Beskidów Wschodnich. Jest jednym ze szczytów grzbietu Piszkonii.